# Beeby Peak
Beeby Peak är en bergstopp i Antarktis. Den ligger i Östantarktis. Nya Zeeland gör anspråk på området. Toppen på Beeby Peak är 1 400 meter över havet.
Terrängen runt Beeby Peak är bergig åt sydväst, men åt nordost är den kuperad. Havet är nära Beeby Peak åt nordost. Trakten är obefolkad. Det finns inga samhällen i närheten. 